# Colostygia griseata
Colostygia griseata là một loài bướm đêm trong họ Geometridae.